# Summoner
Summoner (с англ. Призыватель) — компьютерная ролевая игра, разработанная студией Volition и изданная THQ. Релиз состоялся в 2000 году на PlayStation 2; в следующем году была портирована на Microsoft Windows и Mac OS.
После банкротства издателя THQ в декабре 2012 года франшиза была приобретена компанией Nordic Games, которая выпустила Summoner в цифровых магазинах GOG.com и Steam в 2014 году.

## Игровой процесс
Summoner представляет собой action/RPG с управлением отрядом персонажей. Изначально под контролем игрока находится лишь главный герой Джозеф, к которому по ходу сюжета присоединяются напарники. Мир игры разделён на отдельные локации, перемещение между которыми осуществляется с помощью карты. Игрок может исследовать локации, сражаться с врагами, общаться с NPC, выполнять задания, собирать предметы в инвентарь и т.д.
Боевая система сочетает элементы пошаговых сражений и боёв в реальном времени. Важной игровой механикой является цепочка атак: при нанесении удара противнику над управляемым персонажем появляется значок в виде цепи. Если игрок своевременно нажмёт нужную кнопку, персонаж выполнит дополнительную атаку; связывая такие атаки в последовательности, можно увеличить наносимый урон и наложить на врага особые статусы. За победу над противниками члены отряда получают очки опыта и при накоплении нужного количества повышают уровень, что даёт очки навыков, необходимые для прокачки.
Джозеф также обладает способностью при помощи особых колец призывать существ, которые становятся временными членами отряда; при этом, если Джозеф потеряет сознание в бою, они выходят из-под контроля и могут атаковать других персонажей. Новые кольца становятся доступны игроку по ходу сюжета. Сила призванных существ зависит от накопленного соответствующим кольцом опыта.

## Сюжет
Действие Summoner происходит в вымышленном мире, в королевстве Медева (англ. Medeva) и империи Орения (англ. Orenia). Главный герой, Джозеф, родился с меткой Призывателя. В детстве, пытаясь спасти свою деревню от нападения, он призвал демона, однако потерял контроль над ним, из-за чего погибли многие жители деревни. Потрясённый случившимся, он покинул родной дом. Девять лет спустя на деревню Масад, где обосновался Джозеф, нападают оренианцы, разыскивающие обладателей метки Призывателей. Главному герою предстоит найти магические кольца, чтобы остановить их. По ходу сюжета к нему присоединяются другие персонажи: воровка Флек; чародейка Розалинд, дочь наставника Джозефа; и воин Джехар, друг детства главного героя, желающий отомстить ему за смерть своей семьи.

## Оценки
| Сводный рейтинг       | Сводный рейтинг | Сводный рейтинг |
| Издание               | Оценка          | Оценка          |
| Издание               | PC              | PS2             |
| --------------------- | --------------- | --------------- |
| GameRankings          | 76,19 %         | 70,70 %         |
| Metacritic            | 78/100          | 74/100          |
| Иноязычные издания    |                 |                 |
| Издание               | Оценка          | Оценка          |
| Издание               | PC              | PS2             |
| ActionTrip            | 8,0/10          | N/A             |
| AllGame               | N/A             | [ 9 ]           |
| CGW                   | [ 10 ]          | N/A             |
| Eurogamer             | N/A             | 8/10            |
| GamePro               | N/A             | 4,0/5           |
| GameRevolution        | N/A             | C-              |
| GameSpot              | 7,6/10          | 7,7/10          |
| GameSpy               | 82/100          | 78/100          |
| GameZone              | 8,0/10          | N/A             |
| IGN                   | 7,6/10          | 8,3/10          |
| Next Generation       | N/A             | [ 21 ]          |
| OPM                   | N/A             | [ 22 ]          |
| PC Gamer (US)         | 81 %            | N/A             |
| PC Zone               | 70 %            | N/A             |
| Русскоязычные издания |                 |                 |
| Издание               | Оценка          | Оценка          |
| Издание               | PC              | PS2             |
| Absolute Games        | 50 %            | N/A             |
| «Игромания»           | 6,5/10          | N/A             |

Игра получила положительные отзывы критиков. Средний балл версии для PlayStation 2 на агрегаторе GameRankings составил 70,70 % на основе 38 рецензий, на Metacritic — 74/100 на основе 16 рецензий; версия для ПК получила соответственно 76,19 % на основе 18 рецензий и 78/100 на основе 14 рецензий.

## Продолжение
Сиквел игры, Summoner 2, вышел в 2002 году на PlayStation 2; в 2003 году состоялся релиз версии для GameCube под названием Summoner: A Goddess Reborn. Действие второй части происходит спустя двадцать лет после событий оригинала. Главной героиней является Майя, правительница королевства Халассар, провозглашённая реинкарнацией богини Лахары.